# 野村真弓
野村 真弓（のむら まゆみ、1969年11月28日 - ）は日本の女性声優。81プロデュース所属。兵庫県出身。

## 人物
声優として外画吹き替え、アニメなどで活躍している。
趣味・特技は歌。

## 出演
太字はメインキャラクター。

### テレビアニメ
- 江戸っ子ボーイがってん太助（1991年、赤ちゃん）
- ちいさなおばけアッチ・コッチ・ソッチ（1991年、シクシク）
- サラダ十勇士トマトマン（1992年、オニオン、カリフラワー、部下）
- 美少女戦士セーラームーンR（1993年、愛美）
- ヤンボウ ニンボウ トンボウ（1995年、ハシザル、少年）
- 爆走兄弟レッツ&ゴー!!（1996年 - 1998年、山川澄夫、子供2） - 2シリーズ

### OVA
- ねこ・ねこ・幻想曲（1991年、おもちゃ屋）
- 今日から俺は!!（1993年、学生）
- 気分は形而上 実在OL講座（1994年、キャピキャピOL）
- 天使なんかじゃない（1994年、カヨ）
- 放課後の職員室（1994年、まり、生徒）

### ゲーム
- 謎王（1996年、申王）
- ときめきメモリアル2（1999年、一文字茜）

### 吹き替え

#### 映画
- スターマン/愛・宇宙はるかに
- スペースキャンプ
- ディックトレイシー

#### ドラマ
- コスビー・ショー
- 名探偵ダウリング神父

#### アニメ
- チャーリーブラウンという男の子
- ザ・シンプソンズ（ウェンデル・ボートン〈初代〉）

### ラジオ
- 伊集院光 深夜の馬鹿力 ラジオ青春アニメ劇場燃えろヒカル製作委員会（カオリ）

### CD
- ときめきメモリアル2 Blooming Stories 4 一文字茜（一文字茜・赤い鼓動、SPROUT、サバンナの風）
- ときめきメモリアル2 VOCALTRACKS（一文字茜・Don't worry ～ひとりでもだいじょうぶ）
- ときめきメモリアル2 VOCALTRACKS2（一文字茜・はい! Tension）
- ときめきメモリアル2 VOCALTRACKS3（一文字茜・インビジウォー）
- ときめきメモリアル2 VOCALTRACKS4（一文字茜・Go girl！Go！）
- ときめきメモリアル2 VOCALTRACKS5（一文字茜・Indigo）
- ときめきメモリアル2 VOCALTRACKSBEST（一文字茜・サバンナの風）